# Mistrzostwa Europy w Lekkoatletyce 1946 – skok o tyczce mężczyzn

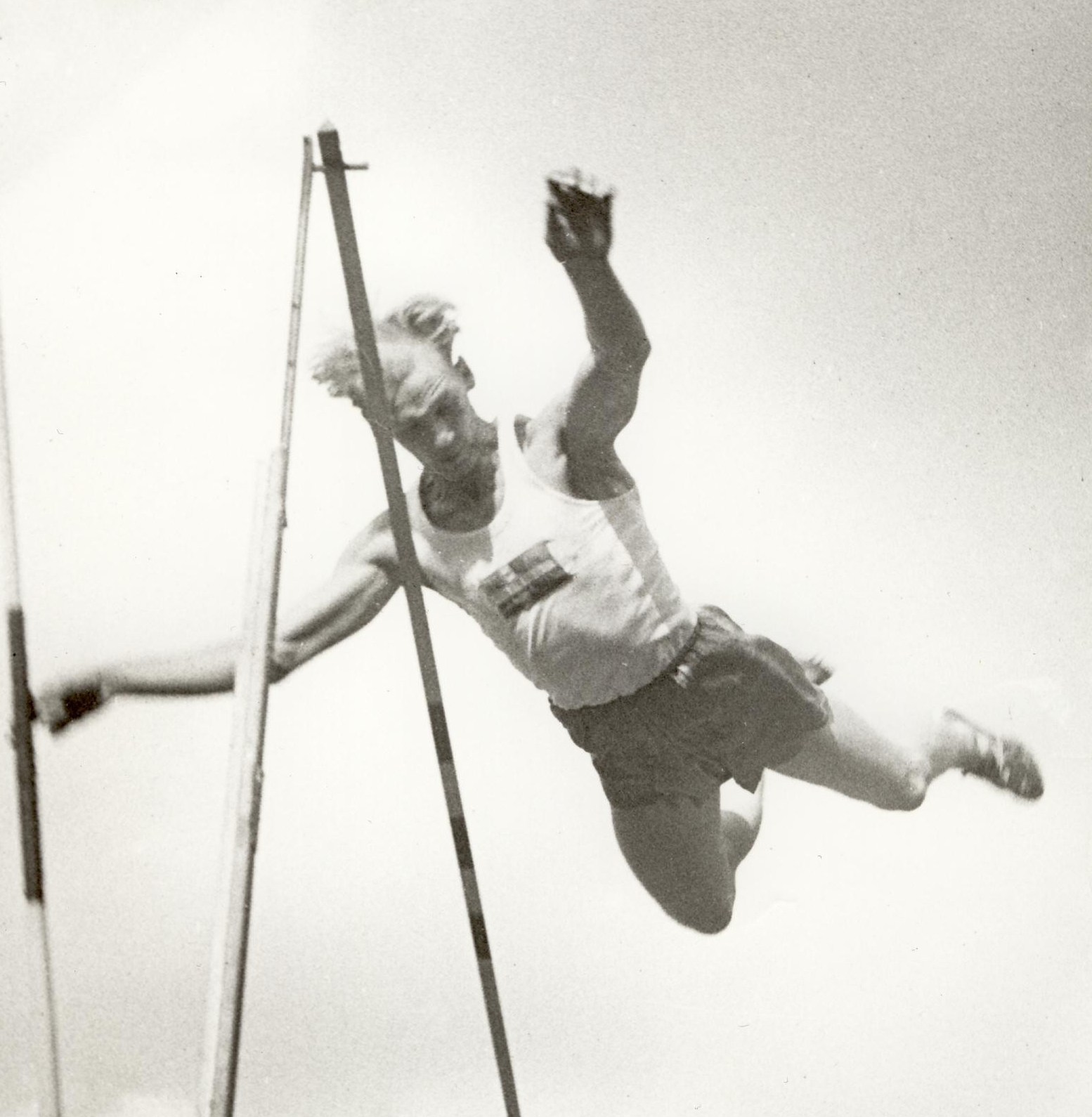
Allan Lindberg

Skok o tyczce mężczyzn był jedną z konkurencji rozgrywanych podczas III Mistrzostw Europy w Oslo. Został rozegrany w niedzielę, 25 sierpnia 1946 roku. Zwycięzcą tej konkurencji został Szwed Allan Lindberg. W rywalizacji wzięło udział dziesięciu zawodników z ośmiu reprezentacji.

## Rekordy
| Rekord świata     | Cornelius Warmerdam (USA) | 4,77 | Modesto, Stany Zjednoczone | 23.05.1942 |
| Rekord Europy     | Nikołaj Ozolin (SUN)      | 4,30 | Moskwa, ZSRR               | 31.07.1939 |
| Rekord Europy     | Erling Kaas (NOR)         | 4,27 | Oslo, Norwegia             | 23.09.1939 |
| Rekord mistrzostw | Karl Sutter (GER)         | 4,05 | Paryż, Francja             | 03.09.1938 |

## Wyniki
| Miejsce | Zawodnik         | Wynik | Uwagi |
| ------- | ---------------- | ----- | ----- |
| 1       | Allan Lindberg   | 4,17  | CR    |
| 2       | Nikołaj Ozolin   | 4,10  |       |
| 3       | Jan Bém          | 4,10  |       |
| 4       | Erling Kaas      | 4,10  |       |
| 5       | Hugo Olsson      | 4,00  |       |
| 6       | Georges Breitman | 3,90  |       |
| 7       | Miroslav Krejcar | 3,90  |       |
| 8       | Helmer Petersen  | 3,90  |       |
| 9       | Cor Lamorée      | 3,90  |       |
| 10      | Zoltán Zsitvai   | 3,80  |       |